# Hari Fitrianto
Hari Fitrianto (* 20. Juni 1985) ist ein indonesischer Straßenradrennfahrer.
Hari Fitrianto begann seine Karriere 2006 bei dem indonesischen Continental Team Polygon Sweet Nice. In seinem zweiten Jahr dort wurde er Achter der Gesamtwertung bei der Tour of Hong Kong Shanghai. Im nächsten Jahr wurde er Gesamtachter bei der Jelajah Malaysia und Gesamtfünfter bei der Tour d’Indonesia. In der Saison 2010 gewann er mit seinem Team bei der Tour d’Indonesia das Mannschaftszeitfahren und er wurde Sechster der Gesamtwertung. Außerdem belegte er den dritten Platz der Gesamtwertung bei der Tour of East Java. Bei den Südostasienspielen 2011 gewann Fitrianto das Straßenrennen und belegte mit seinem Team Platz zwei im Mannschaftszeitfahren.

## Erfolge
2010
- Mannschaftszeitfahren Tour d’Indonesia

2011
- Südostasienspiele – Teamzeitfahren
- Südostasienspiele – Straßenrennen

## Teams
- 2006 Polygon Sweet Nice Team
- 2007 Polygon Sweet Nice Team
- 2008 Polygon Sweet Nice Team
- 2009 Polygon Sweet Nice Team
- 2010 Polygon Sweet Nice

- 2013 CCN Cycling Team